# 第一日
《第一日》（法語：Le Premier Jour）是马克·李维的第9部長篇小說，由罗贝尔·拉丰出版社出版。续集是小说《第一夜》。

## 情节
一位年轻的埃塞俄比亚人在一座死火山中发现了一个神秘的物体，这一发现将颠覆人类的起源。
埃塞俄比亚奥莫河谷中，一位名叫凯拉的考古学家在寻找人类历史上的“第一人”时，偶然从一位年轻的埃塞俄比亚人那里获得了一条材质奇特的项链；项链在被闪电击中时，会投射出一幅远古时期的星圖。
然而，一个国际性的秘密组织对这枚项链觊觎已久。这位年轻的考古学家随后与其前恋人阿德里安重逢——阿德里安是一位英国天體物理學家，刚从智利完成了为期三年的任务。逐渐地，阿德里安也被卷入到了这场寻找起源的旅途中。
项链投射出的星图表明，与项链类似的碎片可能散落于世界各地。随后，凯拉和阿德里安开启了寻找这些碎片的旅程。
然而，那个神秘的组织正在全球不断地追捕着他们。他们的调查显示，我们的宇宙可能起源于另一个宇宙，而人类也可能并非起源于地球。